# Malange (Schiff)
Die Malange war ein 1889 gebautes Passagierschiff, das die portugiesische Marine im Ersten Weltkrieg unter dem Namen Pedro Nunez als einen von zwei Hilfskreuzern nutzte. Nach dem Krieg fuhr das Schiff wieder unter dem früheren Namen Malange, bis es 1924 abgewrackt wurde.

## Bau und technische Daten
Auf Bestellung der neugegründeten portugiesischen Reederei Mala Real Portuguesa aus Lissabon, die als Postlinie auch Passagierrouten zwischen Portugal und den Kolonien in Afrika sowie Brasilien befuhr, baute die britische Werft Scotts Shipbuilding and Engineering Company in Greenock die vier Schwesterschiffe Rei de Portugal, Loanda, Moçambique und Malange. Alle vier Schiffe wurden so konstruiert, dass sie zu Hilfskreuzern ausgerüstet werden konnten. Die Kiellegung des vierten Schiffes erfolgte unter der Baunummer 270, das beim Stapellauf am 23. November 1889 den Namen Malange nach der Stadt Malanje in der damaligen Kolonie Angola erhielt.
Die Länge der Malange betrug 110,78 Meter über alles, sie war 12,86 Meter breit und wies einen Tiefgang von 10,14 Metern auf. Sie war mit 3544 BRT bzw. 2410 NRT vermessen. Der Antrieb bestand aus einer Dreizylinder-Dreifach-Expansionsmaschine, deren Leistung 600 PS betrug. Diese wirkte auf eine Schraube, der Dampfer erreichte eine Geschwindigkeit von 16,0 Knoten. Ihre Unterkünfte boten Platz für 75 Passagiere der Ersten Klasse, 25 der Zweiten Klasse und 120 der Dritten Klasse. Darüber hinaus standen weitere 12 Plätze für Strafgefangene bzw. in die Kolonien Verbannte zur Verfügung. Als Truppentransporter konnten auf dem Schiff 1016 Soldaten untergebracht werden. Die Besatzung bestand in der Handelsmarine aus 91 Mann, in der Marine aus 207 Mann.

## Geschichte

### Malangeder Mala Real Portuguesa
Nach Indienststellung 1890 setzte die Reederei die Malange mit den Schwesterschiffen zunächst auf der Route entlang der afrikanischen Westküste nach Mosambik ein. Zwischenhalte erfolgten in Madeira, Kap Verde, São Tomé und Príncipe, Luanda, Benguela, Moçâmedes, Maputo, Inhambane und Quelimane. Es stellte sich heraus, dass die Linie nicht rentabel zu betreiben war. Die prognostizierten Passagierzahlen waren zu optimistisch, die Subventionen nicht kostendeckend und gleichzeitig fehlte Fracht durch die Konkurrenz der Empresa Nacional de Navegação und vor allem britischer, französischer und deutscher Reedereien.
Kurz vor einer Insolvenz und der anschließenden Vertragsänderung von 1891 fuhr sie über den Sueskanal mit Halten in Marseille, Port Said, Sues, Aden und Sansibar entlang der afrikanischen Ostküste. Daneben setzte die Reederei die Malange auch auf ihrer zweiten Linie zu den brasilianischen Häfen Pernambuco, Bahia, Rio de Janeiro und Santos ein. Nach Aufgabe der Mosambik-Linie fuhr sie spätestens ab 1898 nur noch nach Brasilien. Da die Reederei auch diese Route nicht rentabel betreiben konnte, musste sie 1902 Konkurs anmelden und die Malange verkaufen.

### Malangeder Empresa Nacional de Navegação
Käufer des Schiffes war die konkurrierende Reederei Empresa Nacional de Navegação (ENN), die den Namen des Schiffes beibehielt. Die 1881 gegründete ENN betrieb ebenfalls im Auftrag des Staates eine Seeverbindung zwischen Portugal und den Kolonien zunächst an der afrikanischen Westküste, später bis nach Mosambik. Ihre Schiffe verbanden Lissabon monatlich mit dem südangolanischen Moçâmedes. Auf der 70-tägigen Route legten sie Zwischenstopps in Funchal, São Vicente und São Tiago auf Kap Verde, Príncipe, São Tomé, Rio Zaire, Ambriz, Luanda und Benguela ein. Auf dieser Route ist auch der Einsatz der Malange zu verorten, auch wenn Details offen sind.
Als die Marine mit dem Kriegseintritt Portugals 1916 die Malange anforderte, erhielt die Reederei als Ersatz die Extremadura – die kurz zuvor beschlagnahmte deutsche Santa Ursula (Bj. 1908, 3771 BRT).

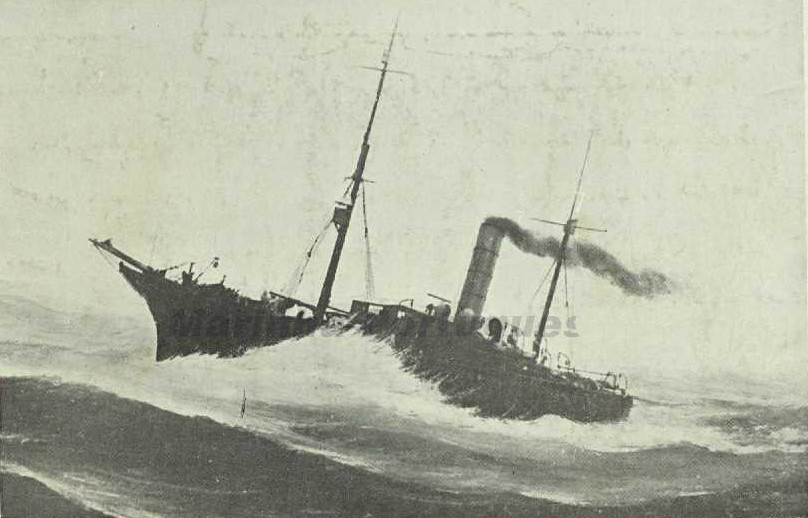

### HilfskreuzerPedro Nunesim Ersten Weltkrieg
Nach dem Kriegseintritt Portugals auf Seiten der Alliierten am 9. März 1916 unterstellte die Regierung das Schiff der Marine. Der Passagierdampfer wurde als Hilfskreuzer klassifiziert, mit zwei 120-mm-, zwei 76-mm- sowie zwei 47-mm-Geschützen bewaffnet und wurde nach dem Mathematiker und Astronomen Pedro Nunes benannt. Sie war neben der Gil Eanes der einzige Hilfskreuzer des Landes im Ersten Weltkrieg. 
Die Marine setzte den Dampfer für Truppentransporte von Portugal nach Brest in Frankreich sowie zurück ein, da der Truppentransport durch das neutrale Spanien nicht möglich war. Die Transporte begannen im Februar 1917 und wurden neben der Pedro Nunes von der Gil Eanes und sieben britischen Schiffen (Bellerophon, City of Benares, Inventor, Bohemian, Rhesus, Flavia, Lasmedon) durchgeführt, da Portugal nicht über genügend Schiffsraum verfügte. Sie erfolgten meist in Geleitzügen und die Schiffe liefen dabei zur Versorgung und Wartung manchmal auch Plymouth an. Darüber hinaus war die Pedro Nunes auch als Einzelfahrer unterwegs. Da sie während dieser Fahrten stets erfolgreich deutschen U-Booten ausweichen konnte, erhielt sie den Beinamen „Geisterschiff“. Bis September 1918 übernahm die Pedro Nunes elf Transporte nach Frankreich und nach Kriegsende bis 1920 die Rückführung der Truppen nach Portugal. Über diese Transporte hinaus setzte die Marine das Schiff auch für Fahrten nach Madeira und zu den Azoren ein.

### Malangeder Companhia Nacional de Navegação
Nachdem der Rücktransport des portugiesischen Expeditionskorps in die Heimat abgeschlossen war, gab die Marine das Schiff wahrscheinlich 1920 an den Eigentümer zurück. Die Reederei Empresa Nacional de Navegação war im April 1918 in eine Aktiengesellschaft umgewandelt worden und hatte dabei den Namen Companhia Nacional de Navegação erhalten. Sitz des Unternehmens und Heimathafen der Schiffe blieb Lissabon. Die weiteren Einsätze des Schiffes sind nicht belegt. Ende 1923 stellte die Reederei den Dampfer außer Dienst, ab Januar 1924 wurde er in Italien abgewrackt.